# Metro de Cincinnati

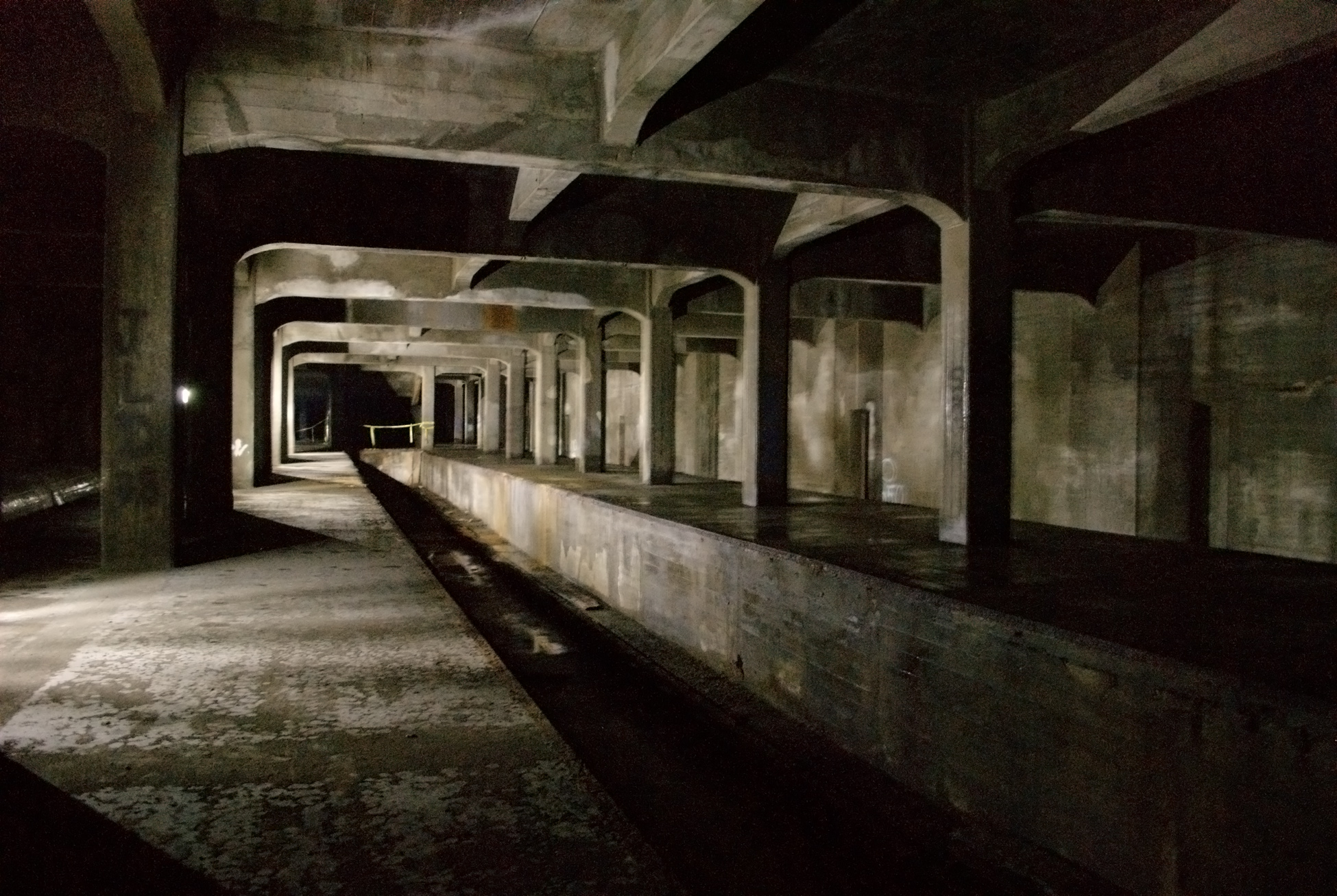
Estação abandonada do metro de Cincinnati

O Metro de Cincinnati é um sistema de metropolitano que começou a ser construído para servir a cidade estadunidense de Cincinnati. No entanto a cidade não teve dinheiro para prosseguir com as obras devido as crises econômicas ocorridas naquela época.